# Холден, Уильям
Уильям Холден (англ. William Holden, настоящее имя Уильям Франклин Бидл мл. (англ. William Franklin Beedle Jr.), 17 апреля 1918 — 12 ноября 1981) — американский актёр, лауреат премии «Оскар» за главную роль в фильме «Лагерь для военнопленных № 17» (1953). Шесть раз его имя называли в десятке самых популярных актёров США (1954—1958, 1960). Американский институт киноискусства поместил Уильяма Холдена на 25-е место в списке «100 величайших звёзд кино».

## Биография

### Юность
Уильям Холден, получивший при рождении имя Уильяма Франклина Бидла-младшего, родился в богатой семье из Иллинойса и был старшим из трех сыновей школьной учительницы Мэри Бланш Болл и химика Уильяма Франклина Бидла-старшего. У него было два брата: Роберт и Ричард. Когда мальчику было 3 года, он переехал с родителями в Калифорнию.
Билл учился в колледже в Пасадине, когда на него обратили внимание сотрудники студии «Paramount Pictures». Именно они придумали звучный псевдоним, под которым Бидл-младший снялся в двух своих первых фильмах.
В 1941 году Холден женился на актрисе Бренде Маршалл, которая развелась для этого со своим первым мужем. Хотя в этом браке, длившемся 30 лет и родились два сына Холдена, все в нём, по мнению биографа звезд Дональда Спото, выглядело неестественно. «Отношения между супругами напоминали то патетическую мыльную оперу, то пошлую комедию».
Мистер и миссис Холден вели очень свободную жизнь, полную любовных приключений и интрижек, о которых знала вся страна. Они даже приводили своих новых «друзей» для ужина дома «в семейном кругу». С одобрения жены, Уильям Холден сделал вазэктомию, что служило защитой от возможного возникновения внебрачных детей.

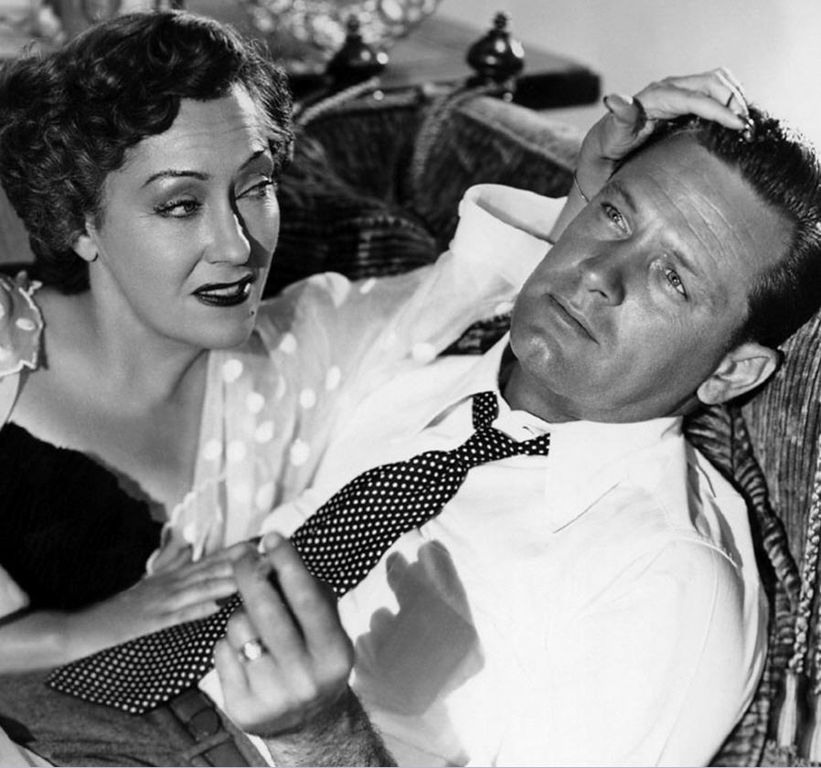
С Глорией Свенсон в «Бульваре Сансет»

### Карьера
Сыграв первую значимую роль — боксёра Джо Бонапарте — в фильме «Золотой мальчик» (1939), Холден стал «звездой». Это был настоящий прорыв, учитывая то, что азам актёрского ремесла его обучала прямо на съемочной площадке более опытная Барбара Стэнвик. После службы в армии сыграл убийцу-психопата в «Тёмное прошлое» (1946) и преподавателя глуповатой блондинки (её роль исполнила Джуди Холидей) в «Рождённой вчера» (1950).
Направление кинокарьеры Холдена изменила встреча с режиссёром Билли Уайлдером, который пригласил его сниматься сначала в «Бульвар Сансет» (1950), а затем и в «Лагерь для военнопленных № 17» (1953), в котором Уильям сыграл циничного сержанта — роль, которая принесла ему «Оскар».
Во время съемок романтической мелодрамы Билли Уайлдера «Сабрина» (1954), Холден познакомился с Одри Хепбёрн. Эти отношения могли бы закончиться свадьбой, но этого не случилось. Сама Одри признавалась, что действительно любила Холдена. Резюме этой истории — высказывание Билли Уайлдера: «У обоих прекрасно сложилась карьера, но оба были совершенно несчастливы в личной жизни».
Имя Холдена значится в титрах ряда самых значительных фильмов американского кино. В 1957 году он исполнил главную роль в оскароносном блокбастере Дэвида Лина «Мост через реку Квай». Холден также исполнил одну из главных ролей в сиквеле фильма «Омен» (1978). Последняя крупная роль — в фильме Сидни Люмета «Телесеть» (1976), за которую актёр получил номинацию на «Оскар». Роли в картинах «Телесеть» и «Сукин сын» Блейка Эдвардса (1981) были оценены критиками как «символ стойкой благопристойности».
Творческая палитра Холдена-актёра разнообразна, начиная с ролей задумчивых романтиков (которые преобладали на заре его карьеры), он постепенно перешёл к более глубоким и психологически точным портретам надломленых, циничных, усталых людей, ностальгирующих о былом. По мнению критиков, в своих работах Холден проявляет печаль, уязвимость и неверие в себя под слоем мужского магнетизма. В 1960 году его вклад в американский кинематограф был отмечен звездой на Голливудской аллее славы.

### Последние годы

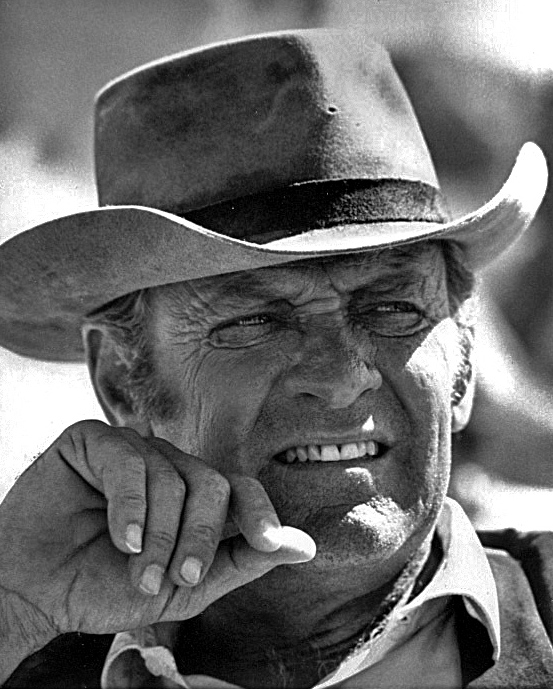
Промофото к фильму «Дикая банда» (1969)

Сколотив солидное состояние, актёр, ради оптимизации налогов, перебрался в Швейцарию, где одним из первых в Голливуде стал агитировать за сохранение дикой природы, особенно африканской. Долгое время Холден пробыл в Кении, где открыл заповедник.
Точная дата смерти актёра оспаривается. Возвращаясь в Лос-Анджелес, после рекламной поездки с фильмом «Сукин сын» в июле 1981, Холден говорил своим коллегам о смерти: «Я сделал все приготовления. За 25$ меня приняли в общество Нептуна. После смерти мое тело сожгут и развеют пепел в океане. Не хочу, чтобы мои деньги тратили на громадный монумент на проклятом голливудском кладбище».
Работа над новым фильмом «Сезон чемпионов» откладывалась до 1982 года, и Уильям Холден переехал из своего особняка в Палм-Спрингс в тринадцатиэтажный многоквартирный дом в Санта-Монике. Он был совладельцем последнего дома. Когда режиссёр «Сезона чемпионов» Уильям Фридкин позвонил ему 2 ноября 1981 года, Холден нетвердым голосом проговорил: «Я собираюсь сделать картину, Билли. Увидимся в Африке». На протяжении недели Уильям Фридкин пытался дозвониться к актёру, но к телефону не подходили.
Когда управляющий открыл квартиру Холдена 16 ноября 1981 года, он обнаружил тело актёра в луже крови. Положение тела и окружающих предметов указывало, что Холден поскользнулся на коврике и ударился правым виском об угол ночного столика. Актёр был мертв уже несколько дней. По мнению некоторых специалистов, смерть Уильяма Холдена наступила 12 ноября 1981 года. Перед смертью он пытался остановить кровотечение бумажными салфетками и был слишком пьян, чтобы позвать на помощь. Телевизор работал, рядом с телом лежал сценарий, на столе стояла пустая литровая бутылка водки.
Похорон не было. Общество Нептуна выполнило свои обязательства.
Обстоятельную биографию Холдена «Золотой мальчик» издал в 1983 году Боб Томас.

## Избранная фильмография
| Год  |   | Русское название                          | Оригинальное название           | Роль                         |
| ---- | - | ----------------------------------------- | ------------------------------- | ---------------------------- |
| 1939 | ф | Золотой мальчик                           | Golden Boy                      | Джо Бонапарте                |
| 1939 | ф | Невидимые полосы                          | Invisible Stripes               | Тим Тейлор                   |
| 1940 | ф | Наш городок                               | Our Town                        | Джордж Гиббс                 |
| 1941 | ф | Мне нужны крылья                          | I Wanted Wings                  | Эл Ладлоу                    |
| 1948 | ф | Тёмное прошлое                            | The Dark Past                   | Эл Уокер                     |
| 1949 | ф | Улицы Ларедо                              | Streets of Laredo               | Джим Докинс                  |
| 1950 | ф | Бульвар Сансет                            | Sunset Boulevard                | Джо Гиллис                   |
| 1950 | ф | Рождённая вчера                           | Born Yesterday                  | Пол Верролл                  |
| 1950 | ф | Станция Юнион                             | Union Station                   | лейтенант Уильям Калхун      |
| 1951 | ф | Сила оружия                               | Force of Arms                   | сержант Джо Питерсон         |
| 1952 | ф | Поворотная точка                          | The Turning Point               | Джерри МакГиббон             |
| 1953 | ф | Лагерь для военнопленных № 17             | Stalag 17                       | сержант Дж. Дж. Сефтон       |
| 1953 | ф | Побег из форта Браво                      | Escape from Fort Bravo          | капитан Роупер               |
| 1954 | ф | Административная власть                   | Executive Suite                 | Макдональд Уоллинг           |
| 1954 | ф | Сабрина                                   | Sabrina                         | Дэвид Лэрраби                |
| 1954 | ф | Деревенская девушка                       | The Country Girl                | Берни Додд                   |
| 1954 | ф | Мосты у Токо-Ри                           | The Bridges at Toko-Ri          | лейтенант Гарри Брубейкер    |
| 1955 | ф | Любовь — самая великолепная вещь на свете | Love Is a Many-Splendored Thing | Марк Эллиотт                 |
| 1955 | ф | Пикник                                    | Picnic                          | Хэл Картер                   |
| 1957 | ф | Мост через реку Квай                      | The Bridge on the River Kwai    | Ширс                         |
| 1958 | ф | Ключ                                      | The Key                         | капитан Дэвид Росс           |
| 1959 | ф | Кавалеристы                               | The Horse Soldiers              | майор Генри «Хэнк» Кендалл   |
| 1964 | ф | Париж, когда там жара                     | Paris When It Sizzles           | Ричард Бенсон                |
| 1967 | ф | Казино «Рояль»                            | Casino Royale                   | Рэнсом                       |
| 1968 | ф | Бригада дьявола                           | The Devil’s Brigade             | подполковник Роберт Фредерик |
| 1969 | ф | Дикая банда                               | The Wild Bunch                  | Пайк Бишоп                   |
| 1971 | ф | Дикие бродяги                             | Wild Rovers                     | Росс Бодайн                  |
| 1973 | ф | Бризи                                     | Breezy                          | Фрэнк Хармон                 |
| 1974 | ф | Ад в поднебесье                           | The Towering Inferno            | Джим Данкен                  |
| 1976 | ф | Телесеть                                  | Network                         | Макс Шумахер                 |
| 1978 | ф | Федора                                    | Fedora                          | Барри «Датч» Детвайлер       |
| 1978 | ф | Омен 2: Дэмиен                            | Damien: Omen II                 | Ричард Торн                  |
| 1979 | ф | Ашанти                                    | Ashanti                         | Джим Сэнделл                 |
| 1980 | ф | Когда время уходит                        | When Time Ran Out               | Шелби Гилмор                 |

## Награды
- Оскар 1954 — «Лучшая мужская роль» («Лагерь для военнопленных № 17»)
- Эмми 1974 — «Лучшая мужская роль в мини-сериале или фильме» («Синий рыцарь»)

### на английском языке
- Capua, Michelangelo (2010). William Holden: A Biography. Jefferson, North Carolina: McFarland & Company, 211 pages, ill. ISBN 978-0-7864-4440-3.
- Gaines, Virginia Holden; Prcic, Mike (2007). Growing Up with William Holden: A Memoir. Mehmed Prcic, 267 pages. ISBN 978-0-9741-3045-3
- Quirk, Lawrence J. (1986). The Complete Films of William Holden. Sacramento, California: Citadel Press, 285 pages. ISBN 978-0-8065-0998-3
- Thomas, Bob (1983). Golden Boy: The Untold Story of William Holden. New York: St. Martin's Press, 276 pages. ISBN 978-0-3123-3697-4